# Эшпозенди
Эшпозенди (порт. Esposende; [(ɨ)ʃpɔzẽd(ɨ)]) — город в Португалии, центр одноимённого муниципалитета в составе округа Брага. По старому административному делению входил в провинцию Минью. Входит в экономико-статистический субрегион Каваду, который входит в Северный регион. Численность населения — 9,1 тыс. жителей (город), 35,1 тыс. жителей (муниципалитет). Занимает площадь 95,18 км².
Покровителем города считается Дева Мария.
Праздник города — 19 августа.

## Расположение
Город расположен в 29 км на запад от адм. центра округа города Брага.
Муниципалитет граничит:
- на севере — муниципалитет Виана-ду-Каштелу
- на востоке — муниципалитет Барселуш
- на юге — муниципалитет Повуа-де-Варзин
- на западе — Атлантический океан

## История
Город основан в 1572 году.

## Население
| Численность населения муниципалитета по годам | Численность населения муниципалитета по годам | Численность населения муниципалитета по годам | Численность населения муниципалитета по годам | Численность населения муниципалитета по годам | Численность населения муниципалитета по годам | Численность населения муниципалитета по годам | Численность населения муниципалитета по годам | Численность населения муниципалитета по годам |
| --------------------------------------------- | --------------------------------------------- | --------------------------------------------- | --------------------------------------------- | --------------------------------------------- | --------------------------------------------- | --------------------------------------------- | --------------------------------------------- | --------------------------------------------- |
| 1801                                          | 1849                                          | 1900                                          | 1930                                          | 1960                                          | 1981                                          | 1991                                          | 2001                                          | 2004                                          |
| 4 157                                         | 12 545                                        | 15 161                                        | 19 452                                        | 23 966                                        | 28 652                                        | 30 101                                        | 33 325                                        | 34 625                                        |

## Состав муниципалитета
В муниципалитет входят следующие районы:

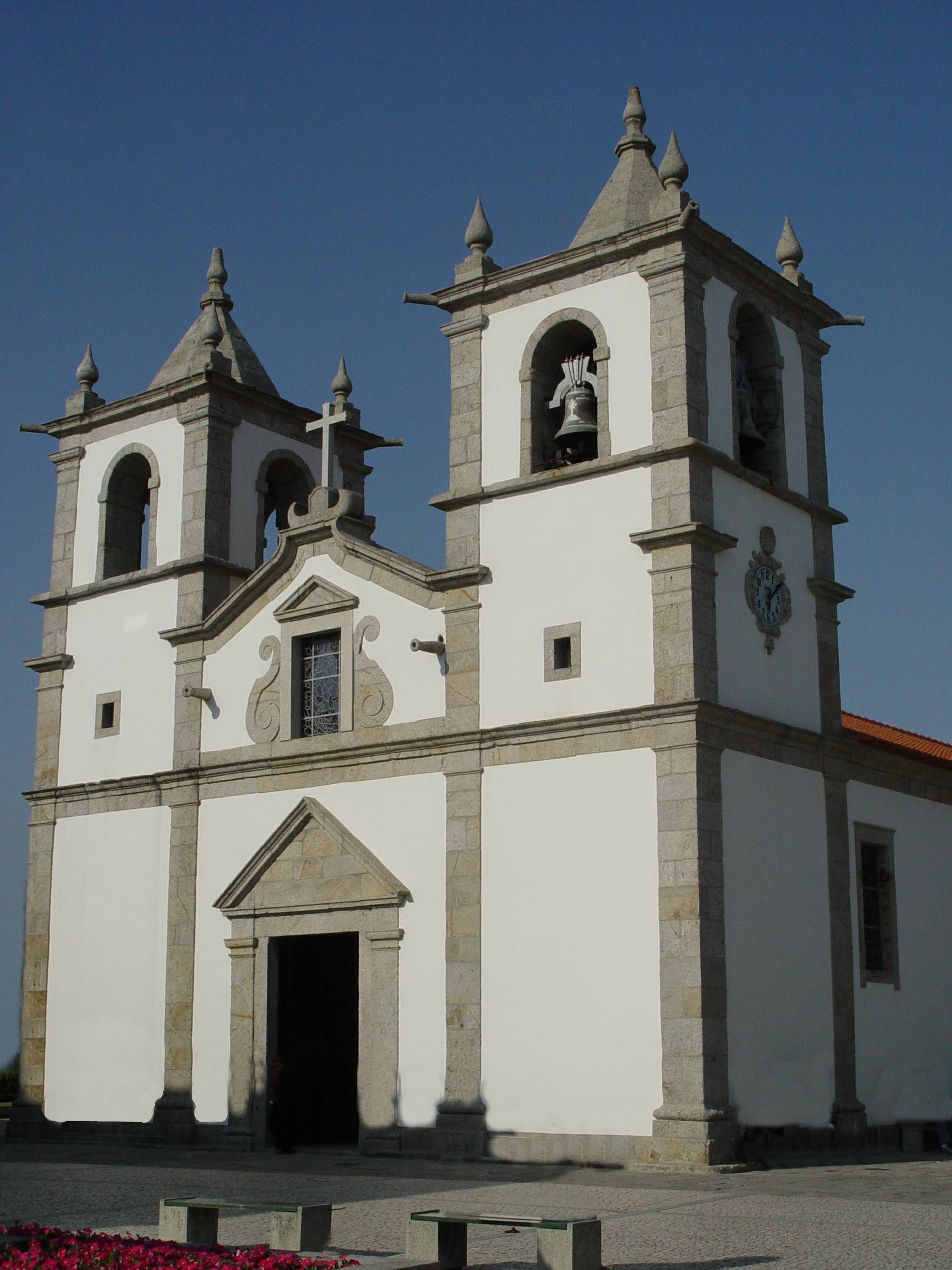

- Анташ
- Апулия
- Белинью
- Курвуш
- Эшпозенди
- Фонте-Боа
- Форжайнш
- Фан
- Гандра
- Жемезеш
- Мар
- Мариньяш
- Палмейра-де-Фару
- Риу-Тинту
- Вила-Шан

## См. также

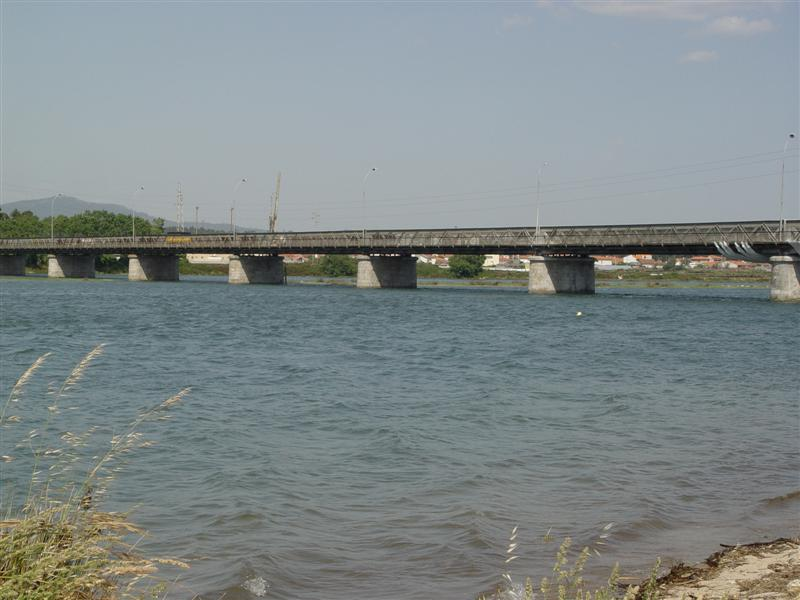